# Valentino Fioravanti
Valentino Fioravanti (Roma, Estados Pontificios, 11 de septiembre de 1764 - Capua, Reino de las Dos Sicilias, 16 de junio de 1837) fue un célebre compositor italiano de óperas bufas.
Es considerado uno de los mejores compositores de ópera bufa entre Cimarosa y Rossini. Fue especialmente popular en Nápoles, y fue el primero en Italia en introducir el diálogo hablado a la manera francesa en sus obras, utilizando a veces el dialecto napolitano. Compuso unas 70 óperas, de las cuales la más famosa es Le cantatrici villane, del año 1799.
Su hijo mayor, Giuseppe Fioravanti, fue un cantante de ópera de éxito, y su hijo menor, Vincenzo Fioravanti (1799-1877), se convirtió también en un célebre compositor de ópera bufa, llegando a escribir 35 óperas. Sus nietos, Valentino Fioravanti (1827-79) y Luigi Fioravanti (1829-87), tuvieron unas brillantes carreras operísticas como basso buffos.

## Obras destacadas
- Camilla
- Il furbo contr'il furbo
- Il fabbro Parigino
- I virtuosi ambulanti
- I viaggiatori ridicoli
- Le cantatrici villane